# 1961년 프랑스 국민투표
1961년 프랑스 국민투표는 알제리 독립에 대해 치러진 찬반투표였다. 1961년 1월 8일 치러졌다.:674

## 결과
| 알제리 독립    | 알제리 독립 | 알제리 독립 |
| 찬성 또는 반대 | 득표수      | 득표율      |
| -------------- | ----------- | ----------- |
| 찬성           | 17,447,669  | 75%         |
| 반대           | 5,817,775   | 25%         |
| 총 득표수      | 23,986,913  | 100.00%     |
| 투표율         | 92.2%       | 92.2%       |

## 같이 보기
- 알제리 전쟁
- 알제리